# ناحیه اوبروارت
ناحیه اوبروارت (به آلمانی: Oberwart District) یک ناحیه در اتریش است که در بورگن‌لاند واقع شده‌است. ناحیه اوبروارت ۵۳٬۶۳۰ نفر جمعیت دارد.